# Sabine Steinbach
Sabine Steinbach (Chemnitz, República Democrática Alemana, 18 de julio de 1952) es una nadadora alemana retirada especializada en pruebas de cuatro estilos, donde consiguió ser medallista de bronce olímpica en 1968 en los 400 metros.

## Carrera deportiva
En los Juegos Olímpicos de México 1968 ganó la medalla de bronce en los 400 metros estilos, con un tiempo de 5:25.3 segundos, tras las estadounidenses Claudia Kolb y Lynn Vidali (plata con 5:22.2 segundos.